# Auf Freiersfüßen
Auf Freiersfüßen (Originaltitel: Le Soupirant) ist eine französische Filmkomödie von Pierre Étaix aus dem Jahr 1962. In Frankreich und Deutschland kam der Film im Jahr 1963 in die Kinos. Im deutschen Fernsehen wurde der Film unter dem Titel Der Verehrer veröffentlicht.

## Handlung
Pierre ist ein nicht mehr ganz junger Mann, der aber immer noch bei seinen Eltern wohnt und sich von seinem Zimmer aus ins Weltall träumt. Als er sich, genervt vom Klavierspiel des Au-pair-Mädchens Ilka, die Ohren verstopft, wird er von seinem Vater aufgefordert, sich endlich eine Frau zu suchen.
Nach einer kurzen Irritation über dieses Ansinnen macht Pierre sich auf in die Welt und beginnt sich die Tricks abzuschauen, mit denen Männer beim weiblichen Geschlecht Eindruck zu schinden versuchen. Da er sich aber nicht immer besonders geschickt anstellt, erlebt er anfangs nur Reinfälle. In einem Nachtclub lernt er schließlich die betrunkene Laurence kennen, eine Nachbarin von ihm, die sich aber schnell als eine extrem anspruchsvolle Nervensäge herausstellt.
Im Fernsehen entdeckt er dann Stella, eine gefeierte Chansonsängerin. Sie wird seine Traumfrau, und er besorgt sich alles Bildmaterial von ihr, dessen er habhaft werden kann. Sein ganzes Zimmer ist über und über mit den Abbildern von Stella dekoriert. Als Stella dann in der Stadt auftritt, versucht Pierre sie hinter der Bühne zu besuchen. Nachdem er die ganze Varieté-Truppe auf der Suche nach der richtigen Garderobe durcheinandergebracht hat, erfährt er, dass Stella einen Sohn hat. Schnell macht er sich davon.
Ilka packt ihre Sachen. Sie wird wieder in ihre Heimat zurückkehren. Als sie sich von Pierre verabschiedet, merken die beiden, dass sie sich lieben, auch wenn sie nicht dieselbe Sprache sprechen. Er holt sie ein, bevor sie mit dem Zug abfährt.

## Hintergrund
Aufgrund eines Streits um die Filmrechte konnten die Filme von Pierre Étaix jahrelang nicht aufgeführt werden.
2010 wurden die Werke des Regisseurs unter seiner Aufsicht restauriert. Als Filmemacher war er zu dieser Zeit nahezu vergessen.

## Kritiken
„Die Geschichte eines weltfremden jungen Mannes auf Brautschau bietet Gelegenheit für eine Vielzahl einfallsreicher Gags, die jedoch nur auf den Effekt zielen. Für Liebhaber grotesker Unterhaltung.“

„Hier ist ein kluger und geschickter Gefährte, der eine moderne Tonfilmkomödie in einem Stil macht, der stark vom Stummfilm beeinflusst ist. Alles in dieser Geschichte, jeder Gag, die einfache Handlung und auch das Ende steht in der Tradition einer großartigen Stummfilmkomödie.“

## Auszeichnungen
Auf Freiersfüßen wurde 1962 mit dem Louis-Delluc-Preis als Bester Film ausgezeichnet.
1963 lief der Film im Wettbewerb um den Goldenen Bären bei den Internationalen Filmfestspielen Berlin.